# ハング・パーラメント
ハング・パーラメント（英：hung parliament、宙吊り議会）は、議院内閣制の政治体制において、立法府でどの政党も議席の単独過半数を獲得していない状態である。

## 概要
ドイツやアイルランドなど比例代表制を採用する国の議会や、強力な地域政党が存在する国の議会では、この状態は一般的であるので、選挙結果の説明として「ハング・パーラメント」との用語はほとんど使われない。またアメリカ合衆国などは大統領制であり議院内閣制ではないため、二大政党制であってもこの用語はほとんど使われない。
しかしイギリスやカナダなどの、小選挙区制で比較多数得票方式を採用する国では二大政党制による議院内閣制が行われており、通常は過半数の議席を獲得した第1党が単独で与党となるため、連立政権やハング・パーラメントは一般的な状態ではない。
ハング・パーラメントでは、普通は少数与党政権や連立政権が成立するが、選挙管理内閣等としてそのまま解散してやり直し選挙となることもありうる。
ハング・パーラメントでは、少数政党がキャスティングボートを握り、発言力を増す場合が多い。このことは、二大政党制を支持する立場から望ましくないとする意見と、二大政党制では反映されにくい国民の多様な意見を反映できると評価する意見が存在する。

## 歴史

### イギリス
イギリスでは1800年代頃より二大政党制が続いているが、第二次世界大戦後ではハング・パーラメント状態は3回発生した。1回目は1974年で労働党の少数与党政権が発足したが不安定な政権運営が続き、8ヶ月後の解散・総選挙で労働党の単独過半数政権となった。2回目は2010年で、保守党と自由民主党による戦後初の連立政権が発足した。2015年イギリス総選挙で保守党が単独過半数を得た。しかし、2017年イギリス総選挙では、保守党が第1党を維持しながらも過半数割れとなり、3回目のハング・パーラメントとなった。この時は、北アイルランド地域政党である民主連合党の閣外協力を得て、政権を維持し、その後の2019年イギリス総選挙で保守党が単独過半数を獲得した。
なお、イギリスの首相は君主が議会で一番支持を得られそうな個人を慣習に基づいて任命する。総選挙で単独過半数をとった政党がある場合はその党首が指名される慣習が定まっているが、ハング・パーラメントにおいては誰が首相に指名されるべきかは明確でない。

### カナダ
カナダでは、2000年代以降では第38回議会から第40回議会にかけて（2004年10月から2011年3月まで）ハング・パーラメント状態となった。いずれも自由党もしくは保守党による少数与党政権となったが、2011年5月の総選挙で保守党が過半数を獲得したことにより解消された。その後も、2019年の総選挙ではジャスティン・トルドー率いる自由党が第一党を維持しながらも過半数に届かず、再び少数議会となった。2021年の総選挙を経ても自由党の少数与党の状態は解消されなかった。
カナダの少数議会の特徴として、連立政権を組むことは比較的まれで、少数与党が野党と政策ごとに連携しながら政権を運営することが一般的である。なお、カナダでは「hung parliament」という用語は一般的でなく、「minority parliament」と呼ばれる。

### オーストラリア
西オーストラリア州議会では2008年9月の総選挙（上院および下院）で、野党のオーストラリア自由党が第1党、与党のオーストラリア労働党が第2党となったが、いずれも過半数には至らずハング・パーラメント状態となった。このため自由党とオーストラリア国民党による連立政権が発足した。
さらに2010年の連邦議会総選挙でも与党のオーストラリア労働党、野党の保守連合が共に代議院（下院）の過半数を確保できず、ハング・パーラメントとなった。その後、労働党のジュリア・ギラード首相が緑の党や無所属議員の支持を取りつけ、辛くも政権維持に成功した。なおオーストラリア連邦議会の元老院（上院）では比例代表制の一種である単記移譲式投票が採用されていることもあり、ハング・パーラメント状況は常態化している。

### 日本
日本では、「宙づり/宙吊り国会」と呼ばれる状況が知られる。議院内閣制を採用した日本国憲法施行後最初に行われた、1947年（昭和22年）の第23回衆議院議員総選挙において、いずれの政党も単独で過半数の議席を持たない結果、すなわち宙づり国会状態となった。このとき比較第一党であった日本社会党党首の片山哲は、比較第二党であった吉田茂率いる自由党も含めた挙国一致内閣の発足を目指したが、吉田茂は大日本帝国憲法下で一時的に政党政治がなされていた頃の慣例である憲政の常道を持ち出し、新政権への参画を拒否した（実際には、日本社会党の政治姿勢を嫌っていたとされる）。そのため、やむなく日本社会党は、自由党を除いた他の少数政党と連立を組み、片山内閣を発足させた。なお、実際の内閣総理大臣指名選挙では、憲政の常道の慣例を踏襲し、ほぼ全会一致で片山哲が指名された。
ただしその後は55年体制の成立もあり、常に自由民主党が衆議院で優位を占め続け、宙づり国会状態とは無縁な状態が続いた（1970年代後半から1980年代にかけて、自由民主党の勢力が弱まり、単独過半数をわずかに下回る時期（いわゆる伯仲国会）もあったが、このときは保守系無所属議員を追加公認して自由民主党側に引き入れたり、新自由クラブとの連立政権を成立させるなどして、非自民政権の成立は避けられた）。
その後、初めて本格的に日本で宙吊り状態が現れたのは、1993年の第40回衆議院議員総選挙のときである。このとき、自由民主党は選挙直前に大量の離党者を出したこともあり、比較第一党ながら単独過半数をわずかに下回る結果となった。一方、常に自由民主党の対立政党であり続けた日本社会党も、反自民の潮流を自党への支持に取り込めきれず、比較第二党ながら選挙前に比べて66議席も減らす結果となり、政権獲得を目指すには苦しい情勢となった。そのため、いずれの政党も単独過半数を取れない宙吊り国会状態となり、少数政党ながら議席数では躍進を遂げ、事前に自民側・非自民側のいずれにも明確に与しなかった日本新党と新党さきがけが新政権誕生のキャスティング・ボートを握ることとなり、政党間で交渉がなされた。このときは最終的に、非自民勢力が日本新党党首である細川護熙を内閣総理大臣として推挙する構想を提示したことにより、日本新党と新党さきがけは非自民側につき、細川内閣が成立した。
なおその後、細川内閣は、唐突な「国民福祉税構想」の提示と頓挫、また自由民主党による、東京佐川急便から細川首相への献金について執拗な追及が行われたことなどにより、求心力を失い、内閣成立後わずか9ヶ月で内閣総辞職に至った。その後は、新生党党首である羽田孜が後継の内閣総理大臣として選出されたが、羽田内閣成立直後、日本社会党を除く与党5党が国会内での統一会派を成立させたことにより、日本社会党が連立政権から離脱し、羽田内閣は少数与党状態に陥った。これにより、羽田内閣は国会運営で苦労することとなり、ようやく年度内に予算案を成立させた後、自由民主党と日本社会党が内閣不信任決議案を出すことが確実になったことを受け、内閣総辞職に至った。
そしてこのときは、自由民主党が日本社会党党首である村山富市を首相候補とすることを条件に、日本社会党と新党さきがけを与党として引き込むことで、自社さ連立政権である村山内閣が成立した。しかしその後は、日本社会党が参院選で議席を減らしたことなどもあり、村山首相は1年半程度で退陣を表明。自社さ連立政権の枠組みは維持しつつ、自由民主党総裁である橋本龍太郎率いる第1次橋本内閣が成立した。
こうして自由民主党が名実ともに与党に復帰したこと、また、野党間での再編が行われたことなどもあり、その後の日本社会党（1996年に社会民主党に改称）と新党さきがけは存在感が埋没し、1996年の第41回衆議院議員総選挙では、社さ両党とも議席を大きく減らす結果となり、選挙後の第2次橋本内閣成立に際しては社さ両党は閣外協力に転じた。その後の1998年には、自由民主党への入党議員が増えたことにより、ついに1993年以来、自由民主党は単独過半数を初めて回復するに至り、社さ両党との閣外協力も解消した。
以後、複数政党による連立政権が常態化した。自由民主党が公明党、自由党、保守党などとの連立政権を組み、その中でも自民党と公明党の連立が定着し、自公政権として一体化。2009年の第45回衆議院議員総選挙の大勝後においても民主党が社会民主党、国民新党の連立政権を組んだ。
2024年の衆院選において、自由民主党が2009年の衆院選以来の単独過半数を割り込むという結果になり、公明党と合わせても過半数を割り込んだが、比較第一党は維持した。これにより衆議院における本格的な宙づり国会が31年ぶりに発生した。